# Mlask zadziąsłowy
Mlask zadziąsłowy – rodzaj dźwięku spółgłoskowego występujący w językach naturalnych. W międzynarodowej transkrypcji fonetycznej IPA oznaczony symbolem: [ǃ], ponieważ mlask może mieć za „podkład” różnego typu artykulację tylnojęzykową, stosuje się wtedy dokładniejszą transkrypcję np. [k͡ǃ] (w dalszym ciągu znak podwójnego miejsca artykulacji (łuczek) jest pomijany).

## Artykulacja

### Opis
W czasie artykulacji podstawowego wariantu [kǃ]:
- modulowany jest prąd powietrza zasysanego powstały w wyniku różnicy ciśnień wytworzonej przy grzbiecie języka wzniesionym do góry, czyli artykulacja tej spółgłoski wymaga inicjacji ustnej i ingresji (zob. mlaski).
- podniebienie miękkie jest podniesione, mamy do czynienia z artykulacją ustną,
- prąd powietrza w jamie ustnej przepływa ponad całym językiem lub przynajmniej powietrze uchodzi wzdłuż środkowej linii języka
- koniuszek języka i jego brzeżek kontaktuje się tuż za górnymi dziąsłami, tworząc zwarcie, równocześnie grzbiet język wznosi się stromo w kierunku podniebienia miękkiego i języczka tworząc całkowite drugie zwarcie, jak przy wymowie [k]. W powstałej komorze dochodzi do pojawienia się podciśnienia w wyniku „ssącego” ruchu języka do tyłu. Następuje przerwanie blokady dziąsłowej, przy czym równocześnie powietrze jest zasysane do środka, co daje akustycznie charakterystyczny mlask.

### Warianty
Dalsze warianty mlasków ze względu na rodzaj „podkładu”:
- artykulacja może też się odbywać przy udziale kanału nosowego, mówimy wtedy o mlasku nosowym: [ŋǃ].
- plozji może towarzyszyć przydechem (aspiracją) spółgłoski tylnojęzykowej: [kǃʰ]
- plozji może towarzyszyć dodatkowym szumem szczelinowym: [kǃˣ]
- spółgłoska może być wymówiona dźwięcznie lub dysząco-dźwięcznie (ang. breathy voice): [ɡǃ], [ɡ̈ǃ]
- spółgłoska może być wymówiona z dodatkowym zwarcie wiązadeł głosowych (glottalizacja): [kǃˀ]
- spółgłoska może zostać wymówiona ejektywnie: [kǃˣʼ]

Również dokładne miejsce utworzenia zwarcia tylnojęzykowego może odgrywać rolę kontrastującą.
Zobacz też:
- mlask dwuwargowy [ʘ]
- mlask zębowy [ǀ]
- mlask boczny dziąsłowy [ǁ]
- mlask podniebienny [ǂ]

## Przykłady
Przykłady mlasków w funkcji fonologicznej znajdujemy w południowoafrykańskich językach khoisan i bantu. Język !Xóõ posiada całą serię spółgłosek mlaskowych ok. 80, w tym zadziąsłowe.

## Pisownia
W ortografii języka xholo (z grupy języków khoisan) mlask zadziąsłowy jest reprezentowany przez grafem q, mlask przydechowy qh, mlask dyszący gq, mlaski nosowe nq, ngq, nkq.

## Terminologia
Mlask zadziąsłowy oznacza w istocie spółgłoskę o zadziąsłowym i tylnojęzykowym miejscu artykulacji. Mlask apiko-postalweloarny.